# 美國黑手黨委員會
美國黑手黨委員會（英語：The Commission）是意大利裔美國黑手黨的理事機構，由黑幫首領查理·「幸運」·盧西安諾在「卡斯泰拉姆馬雷戰爭」後於1931年成立。該委員會取代薩爾瓦托雷·馬蘭扎諾被謀殺前所擁有的「教父」（意大利語：capo di tutti capi，字面解作所有老大的老大）頭銜，是一個由紐約市五大家族的首領以及芝加哥犯罪集團的首領聯合組成的「最高決策委員會」，並於不同時期由普法羅犯罪家族、費城犯罪家族、底特律犯罪家族和其他小家族的領導人組成。委員會的目的是監督美國的所有黑手黨活動，並負責調解各黑手黨家族之間的衝突。
縱觀委員會的歷史，該機構曾參與幾個事件，包括1957年的「阿巴拉欽會議」、1963年密謀殺害委員會的幾名成員，以及1985年的「黑手黨委員會審判」。

## 設立委員會

### 成立背景
根據尼古拉·秦梯利所說，在1931年之前，「教父」（老大們的老大）是黑幫們在大約1900年對朱塞佩·莫雷洛使用的術語。老大喬·馬塞里亞（1928年-1931年）和薩爾瓦托雷·馬蘭扎諾（1931年）藉由此頭銜，將黑手黨界的控制權集中在自己手上。當馬蘭扎諾在卡斯泰拉姆馬雷戰爭中勝出時，他自立為所有老大的老大，建立了五大家族，並命令每一個黑手黨家族要向他「進貢」；此種作法激起其他黑手黨家族造反，導致查理·盧西安諾在1931年9月下令謀殺他。

### 組織建構
馬蘭扎諾在1931年被殺死後，盧西安諾在芝加哥召開了一次黑手黨家族間的幫派會議。雖然當時很少人會反對盧西安諾宣布自己成為新一代「教父」，但他廢除了這個頭銜，並認為這個地位會給家族之間帶來麻煩，並使自己成為另一個野心勃勃的挑戰者的目標。盧西安諾的計畫是藉由設立黑手黨委員會維護自己在各家族中的權力，並防止未來再發生黑手黨家族之間的幫派戰爭，不同家族的首領們同意盧西安諾所提出設立「委員會」的主意。委員會主要由「董事會」所組成，負責監督美國所有黑手黨的活動，並協助調解家族之間的衝突。
黑手黨委員會的董事會成員由七個黑手黨家族老大組成：紐約五大家族的領導人——查理·「幸運」·盧西安諾、文森特·曼加諾、湯米·加利亞諾、約瑟夫·博納諾和喬·普羅法斯；芝加哥犯罪集團老大艾爾·卡彭；以及普法羅犯罪家族的老大斯特凡諾·馬加迪諾。查理·盧西安諾被任命為委員會主席，委員會同意每五年或在需要討論家族問題時舉行會議。

### 委員會的權力

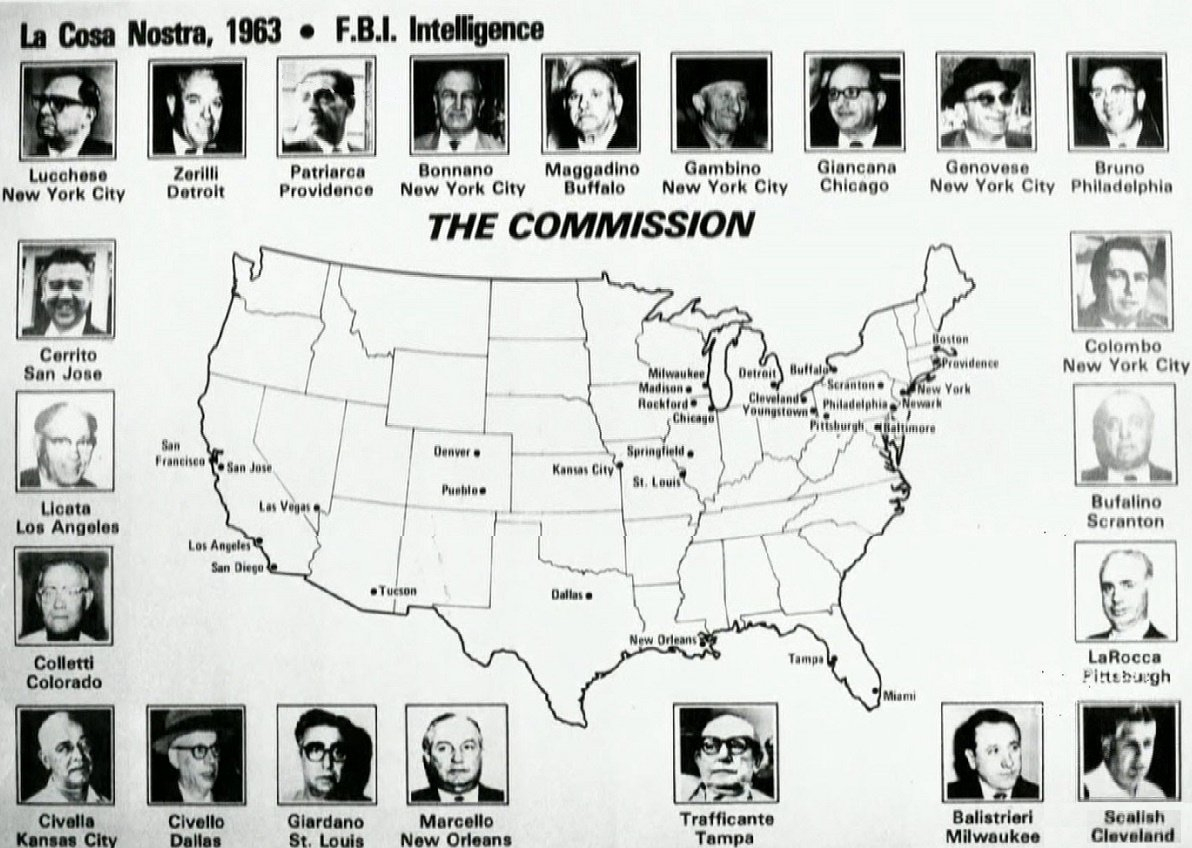
1963年，聯邦調查局在全國各地的黑手黨老大的圖表

黑手黨委員會掌握著批准新任黑手黨家族老大上任，新任的首領獲准後才得以正式接手掌理家族事務的權力。紐約五大家族還決定，所有新擬任成員的名字必須得到其他家族的批准；在新的擬任成員被其他家族批准後，他就可以成為一個「榮譽的男人」。
委員會容許猶太黑幫邁爾·蘭斯基、巴格西·西格爾、路易·巴克爾特、杜奇·舒爾茲和阿伯納·茨威爾曼與他們一起工作，並容許參加一些會議。委員會遭遇的第一次考驗是在1935年，當時委員會命令杜奇·舒爾茲放棄謀殺特別檢察官湯瑪斯·杜威的計劃，盧西安諾認為暗殺杜威會引發政府對黑幫發動大規模的執法鎮壓打擊，被激怒的舒爾茲表示自己無論如何都要殺死杜威，並離開會議。「謀殺公司」的領導人艾伯特·阿納斯塔塞找到盧西安諾，通報表示舒爾茲要求他監視杜威在第五大道（Fifth Avenue）的公寓。聽到這個消息後，委員會召開一次謹慎的會議討論這個問題。經過六個小時的審議，委員會命令路易·巴克爾特殺掉舒爾茲。1935年10月23日，舒爾茲還沒來得及殺死杜威，就在新澤西州紐華克的一間酒館裡遭槍殺，並於第二天傷重身亡。

## 權力轉移

### 主席獲罪
1936年5月13日，盧西安諾的拉皮條審判開始，特別檢察官杜威對厄尼絲·卡特對付盧西安諾的案件進行起訴，他指控盧西安諾涉入一個被稱為「混合體」（the Combination）的大規模賣淫集團。在審判過程中，杜威透過直接詢問和電話記錄，揭露盧西安諾在證人席上的偽證行為；盧西安諾也沒有解釋為什麼他的聯邦所得稅記錄聲稱他的年收入只有2.2萬美元，而他明顯是一個富人。6月7日，盧西安諾被判犯有62項強迫賣淫罪；6月18日，他被判處30至50年的監禁徒刑，與David Betillo和其他人一起入獄。
美國海軍、紐約州和盧西安諾達成了一項協議：作為減刑的交換條件，盧西安諾承諾他的黑手黨組織將完全協助向海軍提供情報。據稱，控制碼頭的盧西安諾盟友阿納斯塔塞，承諾在戰爭期間不會有碼頭工人罷工。在為1943年盟軍入侵西西里島做準備時，據稱盧西安諾向美國軍方提供西西里島黑手黨的聯絡人，而海軍和黑手黨之間的這種合作被稱為「黑社會行動」。1946年1月3日，作為對盧西安諾所謂「戰時合作」的獎勵，杜威勉強為盧西安諾的拉皮條罪減刑，條件是盧西安諾在不反抗的情況下被驅逐出境到意大利。盧西安諾接受這項交易，儘管他仍堅持自己是美國公民，不可能被如此驅逐出境。1946年2月2日，兩名聯邦移民探員將盧西安諾從新新監獄（Sing Sing prison）押送到紐約港的埃利斯島，執行驅逐出境程序；2月10日，盧西安諾的船從布魯克林港啟程前往意大利。

### 派系鬥爭
1951年，屬於保守派的領導人文森特·曼加諾失蹤，而艾伯特·阿納斯塔塞支持「自由-美國派別」成員法蘭克·卡斯特羅和湯米·盧切斯一邊，黑手黨委員會的權力從「保守-西西里派別」轉移到「自由-美國派別」。在文森特·曼加諾失蹤同年，他的弟弟菲利普·曼加諾被發現死在布魯克林羊頭灣附近，據稱是身為家族小老闆的艾伯特·阿納斯塔塞下令。
菲利普·曼加諾死後，法蘭克·卡斯特羅成為「自由派」的委員會領導人，而約瑟夫·博納諾則成為「保守派」的領導人。自由派得到與非意大利黑幫和毒品事業組織合作的成員支持，即維多·吉諾維斯、湯米·盧切斯和卡羅·甘比諾（曾反對毒品），而保守派則更傾向於保留榮譽和忠誠的傳統意大利人，即喬·普羅法奇和斯特凡諾·馬加迪諾。在1956年的一次委員會會議後，以安傑洛·布魯諾為首的費城犯罪家族和以約瑟·澤瑞利為首的底特律犯罪家族加入委員會，較小的家族則由委員會家族正式代表。

### 阿巴拉欽會議
一年後的1957年11月14日，屬於「自由派」陣營的維多·吉諾維斯在紐約上州約瑟·巴巴拉的莊園召開「阿巴拉欽會議」，討論黑手黨（Cosa Nostra）的未來。然而，由於警方調查出許多從外地出席此次會議的黑手黨成員車輛目的地，並逮捕許多逃跑的黑手黨人，會議因此中止。大約有100名黑幫分子參加此次會議，其中60多人被逮捕，所有被捕的黑手黨人都被罰款，每人最高罰款1萬美元，並被判處3至5年的監禁刑期，然而所有定罪都在1960年的上訴審判中被推翻。儘管如此，博納諾心臟病發作，並被取消在審判中作證的資格。
長期擔任聯邦調查局（FBI）局長的約翰·埃德加·胡佛曾否認「全國犯罪集團」的存在，也否認需要解決美國的有組織犯罪問題。阿巴拉欽高峰會後，胡佛再也無法否認該集團的存在及其對北美黑社會的影響，以及黑手黨對該集團在整個北美和許多國外分支機構的全面控制和影響。因此，胡佛創建「頂尖流氓計劃」（Top Hoodlum Program），並在全國範圍內追捕該集團的高級頭目。

### 刺殺陰謀
1963年，約瑟夫·博納諾計劃要刺殺黑手黨委員會中的幾個對手——老大湯米·盧切斯、卡羅·甘比諾和斯特凡諾·馬加迪諾，還有法蘭克·德西蒙尼。博納諾尋求普羅法奇犯罪家族老大約瑟·馬格里奧可的支持，馬格里奧可由於在之前被剝奪了委員會的席位而憤憤不平，因此馬格里奧可欣然同意參與刺殺計畫，而博納諾的計畫目標是接管黑手黨委員會並使馬格里奧可成為他的得力助手。
馬格里奧可被賦予殺掉盧切斯和甘比諾的任務，他將殺人契約交給家族旗下一名頂尖殺手約瑟夫·哥倫布，但哥倫布向刺殺對象告密、揭露這個陰謀，其他的黑手黨老大們也意識到馬格里奧可不可能單獨策劃此事。由於考慮到博納諾與馬格里奧可（還有在他之前的喬·普羅法奇）關係密切，以及他們通過婚姻建立的緊密聯繫，其他的老大們認為博納諾才是真正的主謀。
黑手黨委員會傳喚博納諾和馬格里奧可，要求他們提出解釋。1964年中期，計畫失敗的博納諾逃往滿地可，留下馬格里奧可與委員會交涉。馬格里奧可受到嚴重打擊，健康狀況不佳，他承認自己在陰謀中扮演的角色。委員會饒恕馬格里奧可，但強迫他退休，不再擔任普羅法奇家族的首領，並支付5萬美元的罰款，而揭發自己家族老大陰謀的哥倫布也因此獲得對普羅法奇家族的控制權。

## 活動發展

### 司法打擊
1985年2月25日，作為黑手黨委員會審判的一部分，九名紐約黑手黨領導人被起訴，罪名是根據《反勒索及受賄組織法》，對建築公司進行麻醉品販運、放高利貸、賭博、勞工敲詐和勒索。1985年7月1日，原來的九名成員，加上另外兩名紐約黑手黨領導人，在審判中對於第二組敲詐勒索罪名的指控表示不認罪，而檢察官的目的是利用所有犯罪家族在黑手黨委員會中的參與度，一次性打擊他們。1985年12月2日，當中的成員阿涅洛·德拉克羅斯死於癌症，保羅·卡斯特拉諾後來在1985年12月16日被謀殺。
據哥倫布的殺手兼聯邦調查局的線人格雷戈里·斯卡帕說，波斯科（Persico）和甘比諾老大約翰·高蒂在1986年末支持發動一個刺殺首席檢察官、未來紐約市市長魯迪·朱利安尼的計劃，但被委員會的其他成員否決。1980年代初，由於被FBI臥底探員唐尼·布拉斯科滲透，博納諾家族被逐出委員會。1986年11月19日，八名被告被判定犯有敲詐勒索罪，而安東尼·印第里凱托則被判處謀殺罪，並於1987年1月13日判刑。至1990年代初，隨著哥倫布犯罪家族戰爭的爆發，委員會拒絕讓任何哥倫布成員加入委員會，並考慮解散該家族。
據博納諾家族的前老大約瑟夫·馬西諾表示，已知的最後一次與所有黑手黨首領舉行的委員會會議是在1985年11月，就在保羅·卡斯特拉諾於當年12月去世之前。而1988年的一次委員會會議由約翰·高蒂領導，文森特·吉根迪和盧切斯新任老大維克多·阿穆索出席，這是黑手黨委員會審判以來委員會舉行的第一次會議。根據薩瓦托·維塔勒所述，2000年初也曾舉行一次委員會會議，藉由該次會議恢復要求成員的父母都是意大利血統，成員才能成為榮譽的男人的規則。據報道，該委員會仍然存在，但成員只由五大家族和芝加哥犯罪集團的老大組成。

### 後續追蹤
直到2017年10月，在相關的電話竊聽中，從加拿大安大略省咸美頓截聽得知盧皮諾犯罪家族的成員Domenico Violi被任命為普法羅犯罪家族的小老闆；這件事暴露了委員會仍持續活動，因為Violi的晉任十分不尋常，他是第一個擔任美國黑手黨中地位排名第二高職位的加拿大人，而普法羅犯罪家族的首領小約瑟夫·托羅達表示，他與委員會協商，請求允許Violi晉升為普法羅家族的新任小老闆。